# Edna Luby
Edna Luby (New York, 12 ottobre 1884 – New York, 1º ottobre 1928) è stata un'imitatrice e attrice statunitense teatrale e cinematografica.
Era la nipote del produttore cinematografico Siegmund Lubin. 

## Filmografia
- A Change of Heart (1910)
- The Gangster (1913)
- Shadows, regia di Lloyd B. Carleton (1913)
- The Immortal Flame

## Spettacoli teatrali
- The Two Schools
- Babette
- Ziegfeld Follies of 1907 (Broadway, 8 luglio 1907)